# أرتشي هان

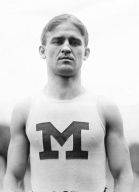
أرتشي هان.

أرتشي هان (Archie Hahn) هو لاعب أولمبي لرياضة ألعاب القوى من الولايات المتحدة. شارك في الأولمبياد الصيفي في 1904، وفاز بما مجموعه 3 ميداليات.

## الميداليات
| ذهب | فضة | برونز | المجموع |
| 3   | 0   | 0     | 3       |

## روابط خارجية
- أرتشي هان على موقع الاتحاد الأمريكي لسباقات المضمار والميدان، قاعة المشاهير (الإنجليزية)
- أرتشي هان على موقع اللجنة الأولمبية الدولية (الإنجليزية)
- أرتشي هان على موقع أوليمبيديا (الإنجليزية)